# Resolutie 439 Veiligheidsraad Verenigde Naties
Resolutie 439 van de Veiligheidsraad van de Verenigde Naties werd met tien stemmen voor en vijf onthielden aangenomen op 13 november 1978. Canada, Frankrijk, Duitsland, het Verenigd Koninkrijk en de Verenigde Staten waren de leden die zich hadden onthouden.

## Achtergrond
Nadat Zuid-Afrika's mandaat over Namibië was ingetrokken, verklaarden de VN het Zuid-Afrikaanse bestuur in Namibië illegaal. Er werd opgeroepen Namibië te verzelfstandigen na het
houden van vrije verkiezingen onder VN-toezicht.

## Inhoud
De Veiligheidsraad:
- Herinnert aan de resoluties 385, 431, 432 en 435.
- Heeft het rapport van secretaris-generaal Kurt Waldheim overwogen.
- Neemt nota van contacten met de secretaris-generaal en de voorzitter van de Veiligheidsraad.
- Heeft de verklaring van de voorzitter van de VN-Raad voor Namibië gehoord.
- Neemt ook nota van de communicatie van de voorzitter van de Zuidwest-Afrikaanse Volksorganisatie aan de secretaris-generaal op 23 oktober.
- Herbevestigt de juridische verantwoordelijkheid van de VN over Namibië en de toewijding om resolutie 385 en vrije verkiezingen in het bijzonder uit te voeren.
- Herhaalt dat eenzijdige maatregelen van het illegale bestuur in Namibië in verband met de verkiezingen nietig zijn.
- Is erg bezorgd over de beslissing van Zuid-Afrika om op eigen houtje verkiezingen te houden.

1. Veroordeelt de beslissing tot het op eigen houtje verkiezingen houden van 4 tot 8 december 1978.
2. Beschouwt die beslissing als een vorm van ongehoorzaamheid aan de VN en aan de autoriteit van de Veiligheidsraad.
3. Verklaart dat die verkiezingen nietig zijn en niet erkend zullen worden door de VN en zijn lidstaten.
4. Roept Zuid-Afrika op de verkiezingen te annuleren.
5. Eist opnieuw dat Zuid-Afrika samenwerkt met de Veiligheidsraad en de secretaris-generaal.
6. Waarschuwt Zuid-Afrika dat andere gepaste maatregelen zullen worden overwogen.
7. Roept de secretaris-generaal op om tegen 25 november te rapporteren over de uitvoering van deze resolutie.

## Verwante resoluties
- Resolutie 432 Veiligheidsraad Verenigde Naties
- Resolutie 435 Veiligheidsraad Verenigde Naties
- Resolutie 532 Veiligheidsraad Verenigde Naties
- Resolutie 539 Veiligheidsraad Verenigde Naties

Lijst ·  423 ·  424 ·  425 ·  426 ·  427 ·  428 ·  429 ·  430 ·  431 ·  432 ·  433 ·  434 ·  435 ·  436 ·  437 ·  438 ·  439 ·  440 ·  441 ·  442 ·  443